# Меррик, Гил
Гилберт Харолд Меррик (англ. Gilbert Harold Merrick; 26 января 1922 — 3 февраля 2010), более известный как Гил Меррик (англ. Gil Merrick) — английский футбольный вратарь и футбольный тренер. Всю свою игровую карьеру провёл в клубе «Бирмингем Сити», сыграв за него более 550 официальных матчей. Провёл 23 матча за сборную Англии, был основным вратарём сборной на чемпионате мира 1954 года. После завершения карьеры игрока работал футбольным тренером.
Перед началом сезона 2009/10 «Бирмингем Сити» объявил о переименовании трибуны «Рейлуэй» (Railway Stand) стадиона «Сент-Эндрюс» в трибуну Гила Меррика (Gil Merrick Stand).

## Клубная карьера
Меррик родился в Бирмингеме в районе Спаркхилл. В августе 1939 года подписал профессиональный контракт с «Бирмингем Сити» и выступал за клуб до 1960 года, когда объявил о завершении карьеры. В основной команде дебютировал 20 мая 1940 года в матче региональной военной лиги Мидленда (основные турниры в Англии были отменены в связи с войной). После того как Гарри Хиббс завершил карьеру, Меррик стал основным вратарём «Бирмингем Сити» и к концу войны провёл за команду 170 матчей, включая матчи военных турниров, а также полуфинал Кубка Англии против «Дерби Каунти», который «Дерби» выиграл в переигровке.
После возобновления официальных турниров в 1946 году Меррик продолжил регулярно играть за «Бирмингем Сити». В сезоне 1947/48 помог команде выиграть Второй дивизион и выйти в Первый дивизион. Регулярно играл за клуб до конца сезона 1954/55, когда Джонни Скофилд заменил его в воротах из-за травмы. В течение этого времени Меррик сыграл 126 матчей подряд в чемпионате с 15 апреля 1949 по 5 апреля 1952 года. Также он сыграл во всех матчах «Бирмингем Сити» в Кубке Англии за этот период, включая полуфинал против «Блэкпула». К сезону 1955/56 Меррик вновь закрепился как основной вратарь клуба. В 1956 году «Бирмингем Сити» занял шестое место в чемпионате и дошёл до финала Кубка Англии (в котором проиграл «Манчестер Сити»). В следующем сезоне «Бирмингем Сити» дошёл до полуфинала Кубка Англии, проиграв в нём «Манчестер Юнайтед». Также Меррик сыграл в Кубке ярмарок 1955/58, в котором бирмингемцы проиграли в полуфинале «Барселоне».
В сезоне 1959/60 он провёл за клуб только один матч и по окончании сезона завершил карьеру игрока, став главным тренером клуба, в котором провёл более двадцати лет.

## Карьера в сборной
14 ноября 1951 года дебютировал за сборную Англии в матче против сборной Северной Ирландии в рамках Домашнего чемпионата Великобритании.
В ноябре 1953 года сыграл в знаменитом «матче века» против сборной Венгрии, в котором англичане были разгромлены со счётом 3:6.
В 1954 году сыграл на чемпионате мира в Швейцарии.
Всего провёл за сборную Англии 23 матча. Все свои матчи за сборную провёл в тот период, когда «Бирмингем Сити» выступал во Втором дивизионе.

### Список матчей за сборную
Ниже приведён список всех матчей Гила Меррика за сборную Англии.
| Матч | Дата            | Соперник          | Счёт | Турнир                                      | Место проведения                                         |
| ---- | --------------- | ----------------- | ---- | ------------------------------------------- | -------------------------------------------------------- |
| 1    | 14 ноября 1951  | Северная Ирландия | 2:0  | Домашний чемпионат Великобритании 1951/1952 | «Вилла Парк», Бирмингем, Англия                          |
| 2    | 28 ноября 1951  | Австралия         | 2:2  | Товарищеский матч                           | «Уэмбли», Лондон, Англия                                 |
| 3    | 5 апреля 1952   | Шотландия         | 2:1  | Домашний чемпионат Великобритании 1951/1952 | «Хэмпден Парк», Глазго, Шотландия                        |
| 4    | 18 мая 1952     | Италия            | 1:1  | Товарищеский матч                           | «Комунале», Флоренция, Италия                            |
| 5    | 25 мая 1952     | Австралия         | 3:2  | Товарищеский матч                           | «Пратерштадион», Вена, Австрия                           |
| 6    | 28 мая 1952     | Швейцария         | 3:0  | Товарищеский матч                           | «Хардтурм», Цюрих, Швейцария                             |
| 7    | 4 октября 1952  | Северная Ирландия | 2:2  | Домашний чемпионат Великобритании 1952/1953 | «Уиндзор Парк», Белфаст, Северная Ирландия               |
| 8    | 12 ноября 1952  | Уэльс             | 5:2  | Домашний чемпионат Великобритании 1952/1953 | «Уэмбли», Лондон, Англия                                 |
| 9    | 26 ноября 1952  | Бельгия           | 5:0  | Товарищеский матч                           | «Уэмбли», Лондон, Англия                                 |
| 10   | 18 апреля 1953  | Шотландия         | 2:2  | Домашний чемпионат Великобритании 1952/1953 | «Уэмбли», Лондон, Англия                                 |
| 11   | 17 мая 1953     | Аргентина         | 0:0  | Товарищеский матч                           | «Монументаль», Буэнос-Айрес, Аргентина                   |
| 12   | 24 мая 1953     | Чили              | 2:1  | Товарищеский матч                           | «Насьональ», Сантьяго, Чили                              |
| 13   | 31 мая 1953     | Уругвай           | 1:2  | Товарищеский матч                           | «Сентенарио», Монтевидео, Уругвай                        |
| 14   | 10 октября 1953 | Уэльс             | 4:1  | Домашний чемпионат Великобритании 1953/1954 | «Ниниан Парк», Кардифф, Уэльс                            |
| 15   | 21 октября 1953 | Сборная ФИФА      | 4:4  | Товарищеский матч                           | «Уэмбли», Лондон, Англия                                 |
| 16   | 11 ноября 1953  | Северная Ирландия | 3:1  | Домашний чемпионат Великобритании 1953/1954 | «Гудисон Парк», Ливерпуль, Англия                        |
| 17   | 25 ноября 1953  | Венгрия           | 3:6  | Товарищеский матч                           | «Уэмбли», Лондон, Англия                                 |
| 18   | 3 апреля 1954   | Шотландия         | 4:2  | Домашний чемпионат Великобритании 1953/1954 | «Хэмпден Парк», Глазго, Шотландия                        |
| 19   | 16 мая 1954     | Югославия         | 0:1  | Товарищеский матч                           | «Стадион Югославской народной армии», Белград, Югославия |
| 20   | 23 мая 1954     | Венгрия           | 1:7  | Товарищеский матч                           | «Непштадион», Будапешт, Венгрия                          |
| 21   | 17 июня 1954    | Бельгия           | 4:4  | Чемпионат мира 1954 года                    | «Санкт-Якоб Парк», Базель, Швейцария                     |
| 22   | 20 июня 1954    | Швейцария         | 2:0  | Чемпионат мира 1954 года                    | «Ванкдорф», Берн, Швейцария                              |
| 23   | 26 июня 1954    | Уругвай           | 2:4  | Чемпионат мира 1954 года                    | «Санкт-Якоб Парк», Базель, Швейцария                     |

## Тренерская карьера
В мае 1960 года Меррик был назначен главным тренером «Бирмингем Сити». Первый официальный матч под его руководством команда провела 20 августа 1960 года: это была игра против «Болтон Уондерерс». В сезоне 1960/61 команда заняла 19-е место в Первом дивизионе. В Кубке ярмарок команда дошла до финала, где проиграла «Роме».
В сезоне 1961/62 команда заняла 17-е место в чемпионате. В Кубке ярмарок бирмингемцы проиграли «Эспаньолу» во втором раунде.
В сезоне 1962/63 «Сити» занял 20-е место в чемпионате, но одержал победу в Кубке Футбольной лиги, обыграв в финале принципиального соперника «Астон Виллу».
В сезоне 1963/64 «Бирмингем Сити» вновь занял 20-е место в Первом дивизионе, после чего совет директоров клуба попросил Меррика уйти в отставку.
Впоследствии тренировал клубы нижних «Бромсгроув Роверс» и «Атерстон Таун».
| Команда           | Начало работы | Завершение работы | Показатели | Показатели | Показатели | Показатели | Показатели |
| Команда           | Начало работы | Завершение работы | И          | В          | Н          | П          | % побед    |
| ----------------- | ------------- | ----------------- | ---------- | ---------- | ---------- | ---------- | ---------- |
| Бирмингем Сити    | Май 1960      | Июнь 1964         | 202        | 64         | 46         | 92         | 31,7       |
| Бромсгроув Роверс | 1967          | неизвестно        |            |            |            |            |            |
| Атерстон Таун     | 1970          | неизвестно        |            |            |            |            |            |

## Достижения

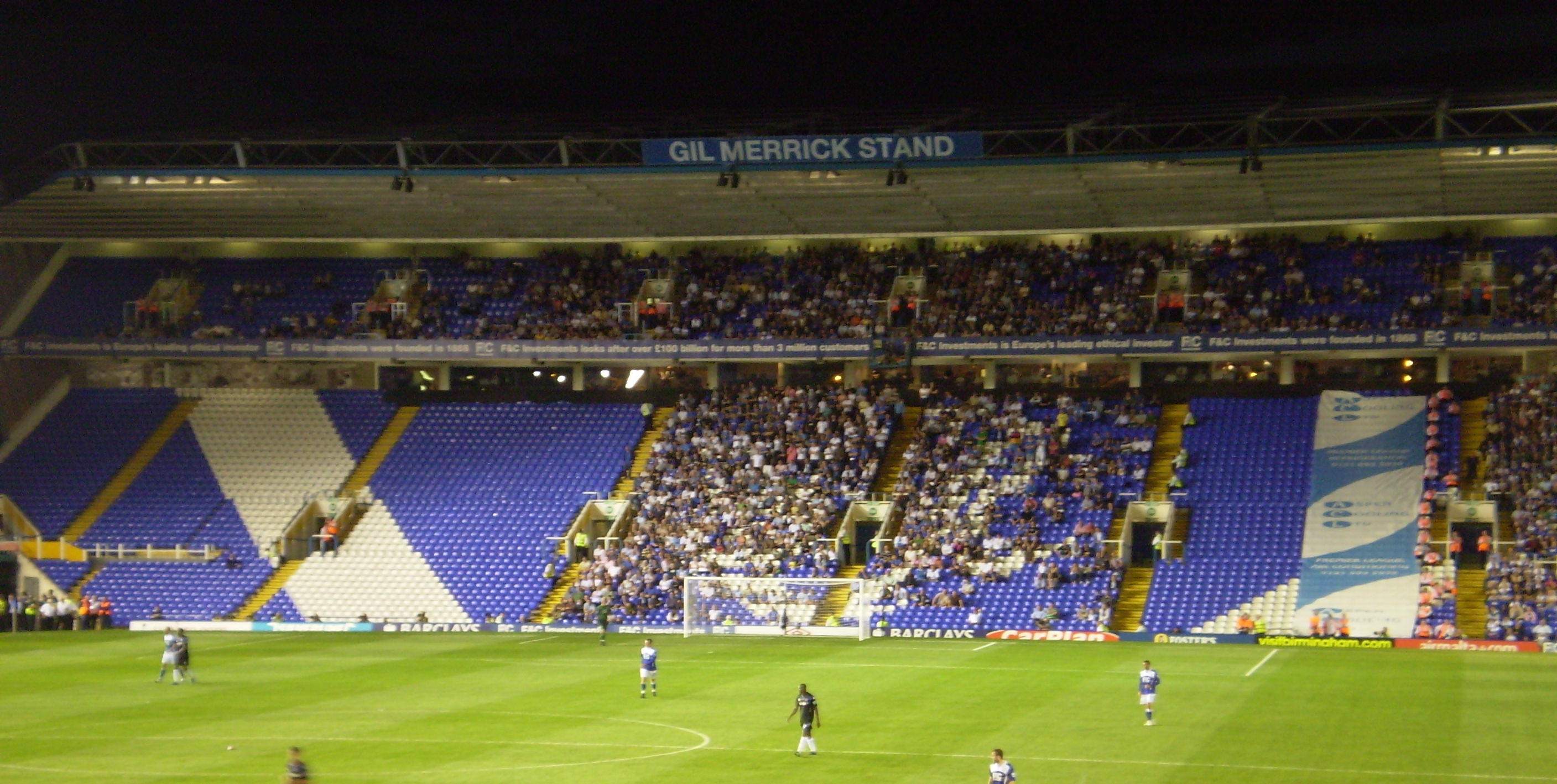
Трибуна Гила Меррика на стадионе «Сент-Эндрюс», август 2009 года

### Достижения в качестве игрока
Бирмингем Сити
- Чемпион Южной футбольной военной лиги: 1945/46
- Чемпион Второго дивизиона: 1947/48, 1954/55
- Финалист Кубка Англии: 1956

### Достижения в качестве тренера
- Финалист Кубка ярмарок: 1960/61
- Обладатель Кубка Футбольной лиги: 1963

### Личные достижения
- Именная трибуна на стадионе «Сент-Эндрюс»
- Член Аллеи звёзд в Бирмингеме[6]
- Член Зала славы «Бирмингем Сити» [7]